# Diversity Day
"Diversity Day" es el segundo episodio de la primera temporada de la serie de televisión de comedia estadounidense The Office. Escrita por B.J. Novak y dirigida por Ken Kwapis, se emitió por primera vez en Estados Unidos el 29 de marzo de 2005 en NBC . El episodio tiene como estrella invitada al productor de consultoría, Larry Wilmore, como el Sr. Brown.
En este episodio, la controvertida imitación de Michael de una rutina de Chris Rock, Niggas vs. Black People, obliga al personal a someterse a un seminario sobre diversidad racial. Un consultor llega para enseñar al personal sobre tolerancia y diversidad, pero Michael insiste en impartir su propio conocimiento (lo que irrita tanto al consultor como a todo el personal de la oficina) y crea su propio seminario sobre diversidad. Finalmente, le asigna a cada miembro del personal una tarjeta con una raza diferente, lo que provoca que los ánimos se hiervan hasta que estallan. Mientras tanto, Jim lucha por conservar una lucrativa extensión de contrato, pero Dwight realiza la venta por su cuenta.
"Diversity Day" fue el primer episodio de The Office que contó con escritura original, ya que el episodio piloto ("Pilot") contenía muchos chistes del piloto de la serie británica. Wilmore, escritor del programa, tuvo que hacer una audición formal con otros actores debido a estipulaciones con el Screen Actors Guild. El episodio recibió críticas positivas de los críticos de televisión. A pesar de esto, recibió una calificación de 2,7/6 en las calificaciones de Nielsen entre personas de 18 a 49 años y obtuvo 6,0 millones de espectadores en total, perdiendo casi la mitad de su audiencia de la semana anterior.

## Argumento
En respuesta a la recitación de Michael de la rutina "Niggas vs. Black People" de Chris Rock, las oficinas corporativas de Dunder Mifflin envían a un representante (el Sr. Brown) de Diversity Today para realizar un seminario de capacitación sobre diversidad. Después de que Michael intenta repetidamente hacerse cargo de la capacitación y se queja de firmar el formulario diciendo que aprendió algo, Brown le explica en privado que la capacitación fue puramente para el beneficio de Michael, que los otros empleados fueron incluidos únicamente para no avergonzar a Michael y que la corporación no permitirá que Brown se vaya hasta que Michael firme el formulario. Michael considera esto insultante y, como respuesta, organiza su propia reunión de diversidad. Muestra un breve video que no aborda nada de importancia, afirma que su herencia es "dos quinceavas partes nativa americana" y da instrucciones a todos para que usen tarjetas con una determinada raza y traten a los demás como tratarían a las personas de esas razas. Cuando le da una imitación racista de una persona india a Kelly (que no lleva tarjeta porque se perdió la actividad debido a una reunión), ella se ofende y le da una bofetada.
Mientras tanto, Jim intenta renovar una venta anual que ascenderá a una cuarta parte de su comisión anual, pero Dwight finalmente le ofrece un precio más bajo. Sin embargo, al final de la reunión de diversidad, Pam se queda dormida en su hombro, lo que lleva a Jim a concluir que, de todas formas, "no fue un mal día".

## Producción
Larry Wilmore, quien interpreta al entrenador de sensibilidad, el Sr. Brown, es uno de los escritores del programa. En la lectura de mesa para este episodio, aún no habían elegido el papel y Daniels le pidió a Wilmore que leyera el papel para ocuparlo. Después de la lectura, el productor Greg Daniels pensó que era perfecto para el papel. Sin embargo, debido a estipulaciones con el Screen Actors Guild, los productores todavía tuvieron que hacer que Wilmore audicionara formalmente con otros actores para el papel. Daniels tampoco estaba seguro de dónde utilizar a Mindy Kaling en la pantalla de la serie hasta que llegó el momento en el guion de este episodio en que Michael necesitaba recibir una bofetada de una minoría. Sin embargo, su personaje en este episodio está lejos del personaje alegre y hablador en el que Kelly se convierte más tarde. 
El segundo episodio de la serie fue el primero en presentar predominantemente escritura original, ya que el episodio piloto contenía muchos chistes del piloto de la serie británica. Durante una de las imitaciones de Michael, los productores de NBC tuvieron que censurar un insulto racial pronunciado por él. Daniels estaba aterrorizado de que la escena se filtrara sin editar, por lo que supervisó personalmente la censura de la copia maestra.
La escena en la que Pam apoya su cabeza sobre el hombro de Jim después de que Dwight le haya robado su venta y Jim sonríe y dice "no fue un mal día después de todo" surgió cuando Greg Daniels habló con los escritores sobre su deseo de tener pequeñas interacciones felices entre Jim y Pam y mencionó la idea de la cabeza sobre el hombro, que Novak escribió en su guion. Paul Lieberstein no quería aparecer en el episodio y lo hizo asumiendo que sería un evento único, pero Kevin Reilly quedó impresionado por su trabajo y dijo que el programa debería usarlo más, lo que llevó a la expansión del trabajo de Lieberstein como Toby Flenderson. Dos escenas que fueron cortadas involucraban a Michael Scott respondiendo al acrónimo "HERO" del Sr. Brown creando un acrónimo "INCEST", y Jim reemplazando la tarjeta "Asian" de Dwight con "Dwight" y luego haciendo que los otros compañeros de trabajo se quejen con un Dwight despistado sobre lo molesto que es su comportamiento.

## Lanzamiento web
NBC transmitió este episodio por Internet el 16 de marzo de 2005 en MySpace para promocionar el estreno del programa, que entonces estaba por llegar. Este fue el primer debut en línea de un episodio completo de una serie de la cadena NBC, y también incluyó una versión webisodio reducida del episodio para ver a pedido en MySpace al día siguiente. Greg Daniels señaló más tarde en una entrevista con Uproxx que reducirlo a los 12 minutos requeridos "era casi imposible" y que ya había "sudado mucho" durante el proceso de reducir el episodio a los 22 minutos para su transmisión.

## Recepción

### Audiencia
"Diversity Day" se estrenó en NBC el 29 de marzo de 2005. Mientras que el episodio piloto obtuvo más de once millones de espectadores, el segundo episodio perdió más de la mitad de su audiencia respecto del episodio anterior. El episodio recibió una calificación de 2,7/6 en las calificaciones de Nielsen entre personas de 18 a 49 años, lo que significa que el 2,7 por ciento de todos los jóvenes de 18 a 49 años vieron el episodio y el seis por ciento de todos los jóvenes de 18 a 49 años que vieron televisión lo vieron. El episodio obtuvo 6,0 millones de espectadores en total. El episodio, que se emitió después de Scrubs, mantuvo al 90% de su audiencia inicial de 18 a 49 años. Además, "Diversity Day", junto con los otros episodios de la primera temporada de The Office, ayudaron a NBC a conseguir su franja horaria de martes por la noche con mayor audiencia desde el 1 de febrero de 2005.

### Reseñas
Contrariamente a la tibia respuesta al piloto, "Diversity Day" recibió críticas positivas de los críticos de televisión. Entertainment Weekly le dio críticas positivas al episodio, afirmando que: "Piense en el racismo descarado del original, arrojado a un escaparate de lo políticamente correcto que salió mal que podría titularse The Accidental Bigot. Como cuando el entrenador de diversidad afroamericano se presenta como el Sr. Brown, y Scott le asegura: 'No te llamaré así'". Ricky Gervais (el protagonista de la serie británica) afirmó que en comparación con la versión británica, "[e]s igual de buena. Me encanta el hecho de que, aparte de la primera, los guiones son todos originales. Has vuelto al modelo de lo que son los personajes y has comenzado desde allí, en lugar de copiar nada". La revista Rolling Stone nombró la escena en la que Michael muestra a la oficina su video de diversidad como el tercer mejor momento de The Office. El artículo elogió especialmente la frase de Michael: "Abraham Lincoln dijo una vez: 'Si eres racista, te atacaré con el Norte'".
Erik Adams de The AV Club le dio al episodio una "B+" y consideró que, si bien el programa perdió espectadores en la primera temporada, las historias mejoraron y que "Diversity Day" es un excelente ejemplo de esta "desafortunada tendencia". Señaló que el episodio "seguiría siendo uno de los episodios definitorios de la serie, una entrega que le dio un giro más esperanzador a las opiniones de la Office original sobre la aceptación de la disparidad entre nuestros sueños y nuestras realidades". Sin embargo, Adams señaló que el personaje de Carell todavía era demasiado agresivo para que Michael Scott fuera completamente adorable, y que el episodio de la segunda temporada "Sexual Harassment" serviría como "una secuela espiritual más suave" de este episodio, presentando una premisa similar, pero con un Michael Scott suavizado. Por su trabajo en este episodio, B. J. Novak fue nominado a un premio del Writers Guild of America al mejor guion de comedia episódica.
El 22 de agosto de 2021, el canal Comedy Central eliminó el episodio de sus repeticiones del programa. Sin embargo, permanece en rotación en Freeform y todavía está disponible para transmitir en Peacock, el servicio de transmisión de NBCUniversal.